# Мелінда Сіммонс
Дама Мелінда Сіммонс (англ. Melinda Simmons) — британська дипломатка. Надзвичайний і Повноважний Посол Великої Британії в Україні (2019—2023).

## Життєпис
Народилася в Іст-Енді (східна частина Лондона), але виховувалася в Ессексі. Вона одна з трьох сестер в сім'ї, але її старша сестра померла. Її родина зі сторони батька з Польщі, а її мати з України. Її прабабусі та дідусі народилися і виросли в Харкові. Її прадід переїхав спочатку до Києва, а потім до США. Її прабабуся, переїхала з Харкова в Кардіфф.
Здобула ступінь бакалавра (з відзнакою) у сучасних мовах (французька/німецька), університет Ексетера 1988 року та ступінь магістра з європейської політики в Університеті Північного Лондона 1995 року. Асоційований член Інституту особистісного розвитку. Володіє англійською, французькою, німецькою мовами, вивчає українську.
У 1990—1992 рр. — начальник відділу міжнародних зв'язків/заступник директора, Регіональна група (міжнародні маркетингові та рекламні дослідження).
У 1992—1994 рр. — Міжнародний менеджер з маркетингу (Зовнішня реклама).
У 1994—1998 рр. — спеціаліст з міжнародних зв'язків з громадськістю.
У 1998—2003 рр. — займала різні посади, включаючи роботу з підприємствами з метою розробки торговельних марок; управління реституцією земель у колишньому Радянському Союзі; розробка глобальної політики щодо запобігання та вирішення конфліктів та створення глобальної політики. Група з запобігання конфліктам, що об'єднує FCO, MO та DFID для співпраці у програмах запобігання / усунення конфліктів у Південній Азії та середнього Сходу Міністерства з питань міжнародного розвитку.
У 2003—2005 рр. — керівник відділу з питань Африки, а також відділу підготовки до саміту «Великої вісімки», Міністерство з питань міжнародного розвитку.
У 2005—2008 рр. — начальник відділу Південної Африки Міністерства міжнародного розвитку у Преторії.
У серпні 2008 — вересні 2009 рр. — заступник директора з питань Близького Сходу та Північної Африки.
У липні 2010 — березні 2011 рр. — заступник директора. Огляд гуманітарних надзвичайних ситуацій.
З березня 2011 року — заступник начальника Департаменту Європи Міністерства з питань міжнародного розвитку (DFID)
У 2013 році — перейшла на дипломатичну роботу до міністерства закордонних справ Великої Британії (FCO).
У 2013—2016 рр. — Сіммонс працювала заступником голови департаменту, який займався проблемами збройних конфліктів.
У 2016—2018 рр. — директор з реалізації урядових коштів при Міністерстві закордонних справ та Співдружності (FCO).
У 2018—2019 рр. — пройшла повний курс вивчення української мови при (FCO).
У квітні 2019 — призначена Надзвичайним та Повноважним Послом Великої Британії в Києві (Україна).
|  | Як єврейка, повертаючись до регіону, я відчуваю, що можу грати позитивну роль», - Мелінда Сіммонс. |

11 вересня 2019 року — вручила вірчі грамоти Президенту України Володимиру Зеленському.